# Wappen Katars
Das Wappen (auch Emblem) Katars wurde im Jahr 2022 eingeführt.

## Beschreibung

Flagge Katars

Das Wappen von 1976 zeigt in einem sandfarbenen Kreis zwei gekreuzte weiße Krummsäbel, hinter denen auf hellblau-weißen Wellenlinien eine Dau in natürlichen Farben neben einer Insel mit zwei Palmen schwimmt. 
Der Kreis ist umgeben von einem runden Band, das horizontal durch eine gezackte Trennlinie in weiß und kastanienbraun geteilt ist. 
Im weißen Abschnitt befindet sich in brauner Kufi-Schrift der Staatsname (دولة قطر, DMG Daulat Qaṭar), im braunen Abschnitt die englische Übersetzung (State of Qatar) in weißer Schrift, in einer altdeutschen Frakturschrift. 
Das Wappen wird auch in Versionen ohne die englische Inschrift gezeigt, der mittlere Kreis ist zuweilen gelb, die Krummsäbel auch braun.
Die Farben und die gezackte Trennung des äußeren Rings entstammen der Flagge Katars.

## Symbolik
Das Krummschwert ist eine typische Waffe der Araber  und soll an die glorreiche Vergangenheit erinnern. Es hat aber auch religiöse Bedeutung und zeigt die Grenze zwischen Recht und Unrecht.
Die Palmen sollen den Wunsch, die Wüste fruchtbar zu machen, versinnbildlichen. 
Das Segelschiff zeigt die Bedeutung der Schifffahrt für das Land.

## Geschichte
Nachdem sich das Nachbarscheichtum Bahrain ein Staatswappen gegeben hatte, genügte der als Hoheitszeichen geführte Landesname in brauner Farbe nicht mehr. So wurde im Jahr 1966 die erste Vorform des heutigen Staatswappens eingeführt. 
Das aktuelle Wappen wurde im Jahr 1976 eingeführt und ersetzte das einfachere einfarbige Emblem, das nur aus zwei Krummsäbeln, einer Perlmuschel und zwei Palmenzweigen mit der Aufschrift Katar bestand.
Die Elemente des Wappens finden sich in den Staatssymbolen mehrerer arabischer Länder: Der traditionelle arabische Krummsäbel bzw. Krummschwert in den Wappen Saudi-Arabiens und Omans, die Dau auch in den Wappen Kuwaits und der Vereinigten Arabischen Emirate. 
Die Palme ist auch ein nationales Symbol Saudi-Arabiens. 
Seit 2022 ist eine neue Version des Emblems in Verwendung, die dasselbe Symbol in einem ausschließlich dunkelroten Farbton ohne den vorherigen Kreis zeigt. 